# ناقلة (إنزيم)

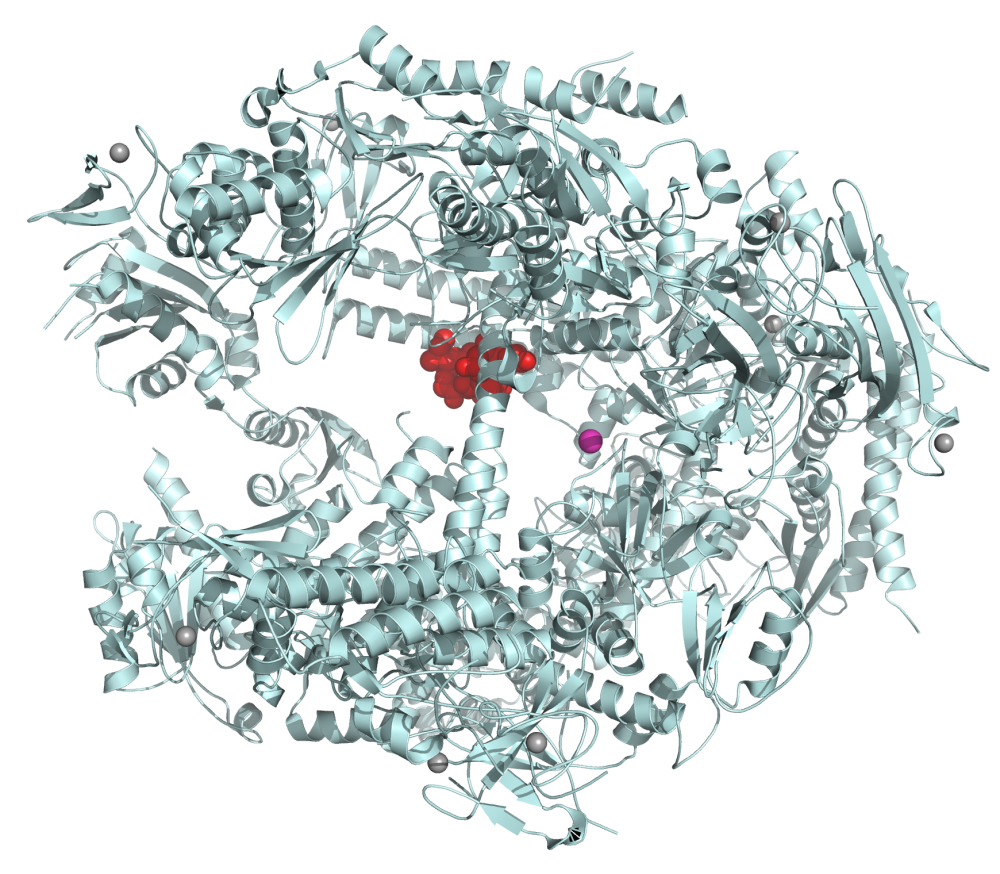

في الكيمياء الحيوية:الناقلة  (أو حرفياً الترانسفيراز) أحد أنواع الإنزيمات التي تحفز نقل مجموعة وظيفية (مثل ميثيل أو فوسفات) من جزيئة (تدعى المناح) إلى جزيئة تدعى القابل أو المتقبل. مثلا الإنزيم الذي يتوسط هذا التفاعل يمكن أن يكون ترانسفيرازا:
A–X + B → A + B–X
في هذا المثال، A يمكن أن يكون المانح، and B يمكن أن يكون القابل. المانح غالبا ما يكون مرافق إنزيم coenzyme .

## التسمية
الأسماء المنهجية للناقلات تكون على الهيئة: «ناقل مجموعة مانح: مستقبل» (بالإنجليزية donor:acceptor grouptransferase). على سبيل المثال: سيكون الاسم ناقلة ميثيل-N ميثيلامين:L-غلوتامات هو الاسم القياسي المتفق عليه للإنزيم الناقل الذي ينقل مجموعة ميثيل أي (ناقلة ميثيل) من المانح ميثيلامين إلى المستقبل L-غلوتامات. نفس العملية التي يقوم بها الناقل يمكن توضيحها كما يلي:
ميثيلامين + L-غلوتامات {\displaystyle \rightleftharpoons } NH3 + N-ميثيل-L-غلوتامات 
مع ذلك، توجد أسماء أخرى مقبولة أكثر تواترا للناقلات وغالبا ما تكون على الهيئة: «ناقل مجموعة مستقبل» أو «ناقل مجموعة مانح». على سبيل المثال ناقلة ميثيل الدنا هو إنزيم ناقل يحفز نقل مجموعة ميثيل إلى جزيئة دنا مستقبلة. عمليا، لا يشار إلى العديد من الجزيئات باستخدام نظام التسمية هذا وذلك بسبب وجود أسماء أكثر شيوعا. على سبيل المثال بوليميراز الرنا هو الاسم الحديث الشائع لما كان سابقا يسمى «ناقلة نوكليوتيديل الرنا» وهي نوع من ناقلات النوكليوتيديل التي تنقل النوكليوتيدات إلى النهاية 3' لسلسلة رنا نامية. في نظام التصنيف الإنزيم EC، الاسم المقبول لبوليميراز الرنا هو بوليميراز الرنا الموجه بالدنا.